# Hydrophorus claripennis
Hydrophorus claripennis är en tvåvingeart som beskrevs av Van Duzee 1925. Hydrophorus claripennis ingår i släktet Hydrophorus och familjen styltflugor. Inga underarter finns listade i Catalogue of Life.